# Юрист
Юристът (немски Jurist от латински) или правник (стар български стил), правист е лице, което се занимава с правни въпроси – изследва и изучава законодателството и юриспруденцията (правната теория и съдебната практика), както и нормотворчеството, с научна или практическа цел. Такъв човек може да практикува преподавайки Право (правна дисциплина (да бъде теоретик)), да практикува юридическа професия или да съчетава и двете. В наши дни юристът трябва да е завършил висше юридическо образование и да е придобил юридическа правоспособност.

## Юридически професии
Юридически професии са: адвокат, държавен съдебен изпълнител, нотариус, помощник-нотариус, помощник-частен съдебен изпълнител, държавен съдебен изпълнител, прокурор, следовател, съдия, съдия по вписванията, частен съдебен изпълнител, юрисконсулт и други.

## Известни български юристи

### Университетски преподаватели
Известни български юристи – университетски преподаватели са: Венелин Ганев, Цеко Торбов, Стоян Данев, Йосиф Фаденхехт, Любен Диков, Константин Кацаров, Иван Апостолов, Петър Абрашев, Стефан Бобчев, Никола Долапчиев, Александър Кожухаров, Витали Таджер, Любен Василев, Петко Стайнов, Живко Сталев, Димитър Силяновски, Петко Венедиков, Стефан Баламезов, Александър Джеров и много други.
- Венелин Ганев
- Йосиф Фаденхехт
- Стоян Данев
- Любен Диков
- Стефан Бобчев

## Юридическо образование
За упражняване на юридическа професия се изисква придобито висше юридическо образование (със степен магистър), както и придобита юридическа правоспособност. Юридическо образование се придобива в юридическите факултети. В България има няколко юридически факултета, сред които най-старият е този на Софийския университет (1892 г.). Множество юридически дисциплини се изучават от 1920 г. и в Университета за национално и световно стопанство, а през 1991 г. е създаден и самостоятелен юридически факултет; като през същата година, е разкрита и програма (факултет) „Право“, в създадения тогава (1991 г.) Нов български университет. Право се изучава още в Пловдивския университет, Великотърновския университет, Югозападния университет, Варненския свободен университет, Бургаския свободен университет Русенски университет и Академия на МВР.